# Santa Cruz de Moya
Santa Cruz de Moya ist ein Ort und eine zentralspanische Gemeinde (municipio) mit 232 Einwohnern (Stand: 2024) im Norden der Provinz Cuenca in der Autonomen Region Kastilien-La Mancha. Neben dem Hauptort Santa Cruz de Moya gehören die Ortschaften Higueruelas und La Olmeda zur Gemeinde.

## Lage und Klima
Santa Cruz de Moya liegt auf der Westseite des Iberischen Gebirges in einer Höhe von ca. 765 m. Die Provinzhauptstadt Cuenca befindet sich gut 90 Kilometer (Fahrtstrecke) westnordwestlich. Das Klima im Winter ist gemäßigt, im Sommer dagegen warm bis heiß. Regen (492 mm/Jahr) fällt das ganze Jahr über.

## Bevölkerungsentwicklung
| Jahr      | 1970 | 1981 | 1991 | 2001 | 2011 | 2021 |
| Einwohner | 1009 | 568  | 427  | 388  | 294  | 233  |

## Sehenswürdigkeiten
- Burgruine von Barrachina
- Heiliggeistkapelle

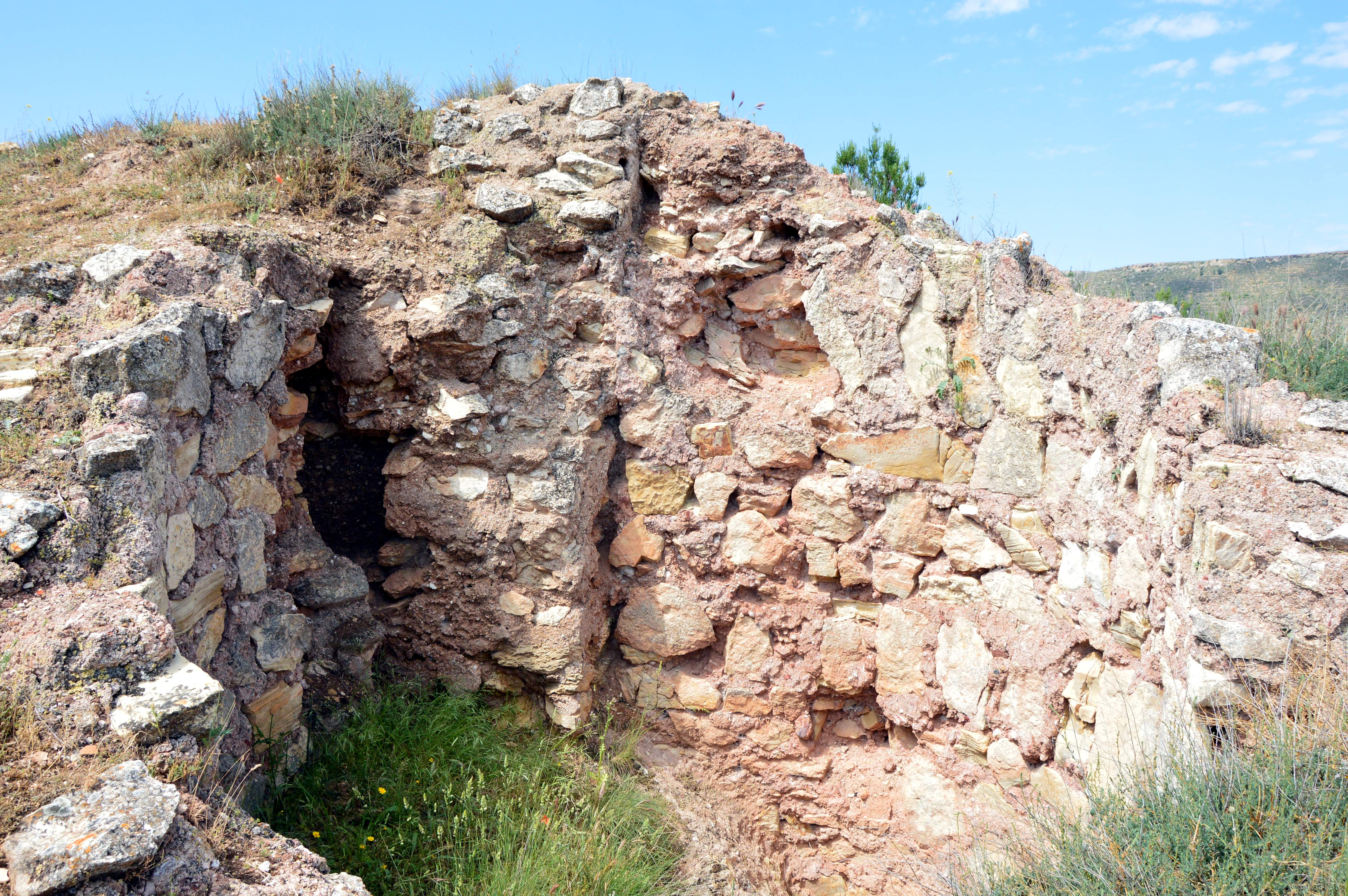
Burgruine